# 2-е Курасове
2-е Курасове (рос. 2-е Курасово) — присілок в Курському районі Курської області Російської Федерації.
Населення становить 190 осіб. Входить до складу муніципального утворення Пашківська сільрада.

## Історія
Населений пункт розташований на території українського етнічного та культурного краю Східна Слобожанщина.
Від 2004 року входить до складу муніципального утворення Пашківська сільрада.

## Населення
| 2002 | 2010 |
| ---- | ---- |
| 219  | ↘190 |